# 게노야마시로구미
게노야마시로구미(芸能山城組, げいのうやましろぐみ)는 일본의 록, 타악 그룹이다. 월드뮤직 앨범을 다수 발표했다. 문명 비판을 테마로 삼는다. 

## 개요
1974년 1월 19일에 설립되었고, 야마시로 쇼지가 주재 한다. 학생, 비지니스맨, 엔지니어, 의사, 저널리스트 등 다양한 멤버들로 구성된다. 오토모 가쓰히로의 영화 《아키라》의 음악을 담당한 것으로 유명하다.
매년 여름 신주쿠 미쓰이 빌딩 앞 광장에서 케체 축제를 한다.
오차노미즈 여자대학와 도쿄 교육 대학 학생들이 혼성합참단 하트회코러스를 꾸리고 있었는데 1966년 야마시로 쇼지山城祥二가 리더가 되었다. 불가리아식 여성합창단과 일본 민요, 그루지아 합창 등 이런저런 창법등을 조합했다. 1969년 합창단 하트회로 이름을 바꾸고 월드뮤직 연구가 小泉文夫의 조언을 받았다.
1970년 오소레야마「恐山」를 발표하고 76년에는 음반으로 녹음했다. 여기저기서 의뢰를 받아 다양한 녹음을 시작하게 된다. 이 결과는 JVC 월드 사운드 시리즈로 출시되었다. 1973년 발리를 조사한 뒤 1974년 케체 전체를 공연하면서 이름도 게노야마시로구미로 바꾼다. 1986년 발리의 가믈란이나 일본의 お経등 여러 민속음악과 창법을 도입한 윤회교향곡「輪廻交響楽」을 발표했다. 이것을 들은 오토모 가츠히로가 음악 사용요청을 해왔다. 1988년 「Symphonic Suite AKIRA」를 발표했고 1990년에는 「翠星交響楽」을 내었다. 그 외에도 세계 각지를 다니며 민속음악을 연구하고 있다.

## 음반 목록
- 「恐山／銅之剣舞」(1976)
- 「地の響」(1976)
- 「やまと幻唱」(1977)
- 「黄金鱗讃揚」(1978)
- 「芸能山城組ライブ“開かれた合唱”十年の展開」(1979)
- 「少年達への地球讃歌」(1980)
- 「シルクロード幻唱」(1981)
- 「ビザンチンの響」(1981)
- 「アフリカ幻唱」(1982)
- 「輪廻交響楽」(1986)
- 「AKIRAオリジナル・サウンド・トラック」(1988)
- 「Symphonic Suite AKIRA (交響組曲アキラ)」 (1988)
  - 「Symphonic Suite AKIRA」LP2枚組（山城祥二監修によるDSD11.2MHzのハイパーハイレゾ音源を使用）(2017）
- 「芸能山城組入門」(1988)
- 「翠星交響楽Ecophony Gaia」(1990)

## 같이 보기
- 芸能
- ブルガリアの音楽
- 다성음악